# Lóránt Hegedüs

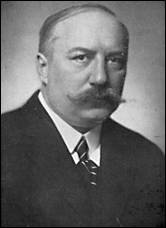
Lóránt Hegedüs

Lóránt Hegedüs (Pest, 28 juni 1872 – Boedapest, 1 januari 1943) was een Hongaars politicus die van 1920 tot 1921 Hongaars minister van Financiën was. Hij studeerde in Berlijn en London, waarna hij aan de slag ging op het ministerie van Financiën. Vervolgens ging hij werken in de Verenigde Staten om onderzoek te doen naar gevallen van emigratie. Hegedüs was voorzitter van de Hongaarse Handelsbank. In 1920 stelde graaf Pál Teleki  hem aan als minister van Financiën, een ambt dat hij ook bekleedde in de regering-Bethlen. Sinds 1920 was hij lid van de Hongaarse Academie van Wetenschappen en het Kisfaludy-genootschap. Hij nam deel aan de literaire discussies van toen en nam het op voor Endre Ady. Hij legde zich toe op economische, fiscale en emigratievraagstukken.